# دانيال غونزاليس (لاعب كرة قدم)
دانيال غونزاليس (بالإسبانية: Daniel González)‏ (22 ديسمبر 1953 بمونتفيدو في الأوروغواي - 1 فبراير 1985 بريو دي جانيرو في الأوروغواي) هو لاعب كرة قدم أوروغواني في مركز الدفاع. لعب مع جمعية بورتوغيزا الرياضية ونادي فاسكو دا غاما ونادي كورينثيانز وسنترو أتلتيكو فينكس ‏.

## وصلات خارجية
- دانيال غونزاليس على موقع قاعدة بيانات كرة القدم.إي يو (الإنجليزية)